# Ravne, Litija
Ravne so naselje v Občini Litija